# Jacques Zabor
Jacques Zabor, de son vrai nom Jacques Perussel, né le 28 juin 1941 à Paris et mort le 22 novembre 2007 dans la même ville, est un comédien français.

## Biographie
Après avoir suivi une formation d'acteur au Cours Simon, il joua dans plus de cent cinquante rôles au théâtre, au cinéma et à la télévision.
Figure de la décentralisation, au Centre Dramatique National "Le Cargo" à Grenoble, mais aussi à Angers ou à Caen, il commença sa carrière sous la direction de Jean Darnel dans Les Parents terribles de Jean Cocteau, puis dans Britannicus mis en scène par Jacques Charon.
Il mit en scène plusieurs spectacles, en particulier une adaptation du Journal d'un fou de Gogol, et plusieurs montages poétiques, sur René Char (Changer sa règle d'existence), sur René Guy Cadou et, récemment autour de l'œuvre de Werner Lambersy.
Au cinéma et à la télévision, il travailla sous les directions de Georges Lautner, de Michel Deville, de José Giovanni, d'Aline Issermann, de Bernard Rapp, d'Yves Boisset (entre autres).
En 2006, il compose et publie un recueil de poèmes, Champ nu.
Il était divorcé de Michèle Laurence, comédienne, avec laquelle il a un fils Stéphane Russel, comédien. Marié en secondes noces avec la romancière et auteur dramatique Lucette-Marie Sagnières.

## Filmographie partielle

### Cinéma
- 1966 : Ne nous fâchons pas de Georges Lautner
- 1978 : Le Dossier 51 de Michel Deville
- 1979 : Le Voyage en douce de Michel Deville
- 1981 : La Gueule du loup de Michel Léviant
- 1988 : Mon ami le traître de José Giovanni
- 1992 : Fermer les yeux de Georges Zeter (court-métrage)
- 2001 : Nuit d'argent  (court-métrage)
- 2003 : Narco de Gilles Lellouche et Tristan Aurouet
- 2005 : Le Regard de Nour-Eddine Lakhmari
- 2005 : L'Entente cordiale de Vincent de Brus
- 2005 : Cherche fiancé tous frais payés d'Aline Issermann

### Télévision
- 1967 : Meurtre en sourdine de Gilbert Pineau
- 1975 : Au théâtre ce soir : Demandez Vicky de Marc-Gilbert Sauvajon, mise en scène Jacques-Henri Duval, réalisation Pierre Sabbagh, Théâtre Édouard VII
- 1979 :  Désiré Lafarge  épisode : Désiré Lafarge suis le mouvement de Guy Lefranc
- 1982 : Les Cinq Dernières Minutes, épisode : L'Impasse des brouillards de Claude Loursais
- 1995 : Jacques de Castro dans L'Affaire Dreyfus d'Yves Boisset
- 1996 : Dans un grand vent de fleurs de Gérard Vergez (série TV)
- 2002 : Fabio Montale de José Pinheiro - épisode : Chourmo (mini-série télévisée) : Adrien Fabre
- 2003 : La Maison des enfants d'Aline Issermann
- 2009 : Éternelle : professeur Bota

## Théâtre
- La Fausse Suivante de Marivaux, mise en scène Véronique Vella, Comédie-Française
- 1967 : Le Duel d'Anton Tchekov, mise en scène André Barsacq, Théâtre de l'Atelier
- 1967 : Demandez Vicky de Marc-Gilbert Sauvajon, mise en scène Jacques-Henri Duval, Théâtre des Nouveautés
- 1967 : L'Idiot d'après Dostoïevski, adaptation et mise en scène André Barsacq, Théâtre des Célestins, tournées Herbert-Karsenty
- 1968 : Zoo Story d'Edward Albee, mise en scène René Lesage, Comédie des Alpes
- 1969 : Le Comte de Monte-Cristo d'après Alexandre Dumas, mise en scène Jean Darnel, Théâtre antique d'Arles
- 1969 : La Nuit des assassins de José Triana, mise en scène Alain Ollivier, Maison de la Culture de Grenoble
- 1970 : Le Menteur de Corneille, mise en scène René Lesage, Comédie des Alpes
- 1971 : Qui a peur de Virginia Woolf ? d'Edward Albee, mise en scène René Lesage, Comédie des Alpes
- 1973 : Martin Luther et Thomas Münzer ou Les Débuts de la comptabilité de Dieter Forte, mise en scène Jo Tréhard et Michel Dubois, Théâtre de l'Est parisien
- 1973 : Dom Juan de Molière, mise en scène René Lesage, Comédie des Alpes
- 1974 : Ils viennent jusque dans nos draps... d'après La Morte de Jacques Cousseau, mise en scène Robert Rimbaud et Robert Sireygeol, Comédie des Alpes
- 1975 : En attendant Godot de Samuel Beckett, mise en scène Jean Guichard Centre Dramatique National des Pays de la Loire
- 1976 : Peer Gynt de Ibsen mise en scène Jean Guichard Centre Dramatique National des Pays de la Loire
- 1977 : La Mante polaire de Serge Rezvani, mise en scène Jorge Lavelli, Théâtre de la Ville
- 1978 : Le Roman comique de Scarron, mise en scène François Gamard, Festival d'Aigues-Mortes
- 1979 : Maître Puntila et son valet Matti de Bertolt Brecht, mise en scène Guy Rétoré, Théâtre de l'Est parisien
- 1982 : Propos de petit déjeuner à Miami de Reinhard Lettau, mise en scène Gabriel Garran, Théâtre de la Commune
- 1983 : Kean de Jean-Paul Sartre d'après Alexandre Dumas, mise en scène Jean-Claude Drouot, Théâtre de l'Athénée-Louis-Jouvet
- 1985 : La locandiera de Carlo Goldoni, mise en scène Jean-Claude Sachot, Festival Théâtral d'Albi Palais de la Berbie
- 1986 : Les Voix intérieures d'Eduardo De Filippo, mise en scène Claude Yersin, Nouveau théâtre d'Angers
- 1987 : Les Voix intérieures d'Eduardo De Filippo, mise en scène Claude Yersin, Théâtre de l'Est parisien
- 1987 : Titus Andronicus de William Shakespeare, mise en scène Michel Dubois, Comédie de Caen, Théâtre national de Chaillot
- 1988 : Changer sa règle d'existence de René Char, mise en scène Jacques Zabor, Nouveau théâtre d'Angers
- 1988 : Le Cid  de Corneille, mise en scène Gérard Desarthe, MC93 Bobigny, Maison de la Culture de Bourges, La Criée, tournée
- 1989 : Le Cid  de Corneille, mise en scène Gérard Desarthe, tournée
- 1990 : Changer sa règle d'existence de René Char, mise en scène Jacques Zabor, Festival d'Avignon
- 1990 : L'Idéal de Daniel Lemahieu, mise en scène de l'auteur, Théâtre de l'Athénée-Louis-Jouvet
- 1992 : Faust de Goethe, mise en scène François Joxe, Festival de Gavarnie
- 1994 : La Guerre civile de Henry de Montherlant, mise en scène Régis Santon, Théâtre Silvia-Monfort, Théâtre des Célestins
- 1994 : Le Songe d'une nuit d'été de William Shakespeare, mise en scène Marc Renaudin, Tréteaux de France
- 1995 : Golden Joe d'Éric-Emmanuel Schmitt, mise en scène Gérard Vergez, Théâtre de la Porte-Saint-Martin
- 1995 : La Chambre d'amis de Loleh Bellon, mise en scène Jean Bouchaud, Petit Théâtre de Paris
- 1995 : L'Absence de guerre de David Hare, mise en scène Daniel Benoin, Comédie de Saint-Étienne
- 1999 : Mademoiselle Else d'Arthur Schnitzler, mise en scène Didier Long, Petit Théâtre de Paris
- 1999 : Becket ou l'Honneur de Dieu de Jean Anouilh, mise en scène Didier Long, Théâtre de Paris
- 2000 : L'Art de la comédie d'Eduardo De Filippo, mise en scène François Kergourlay, Théâtre Firmin Gémier
- 2001 : Soins intensifs de Françoise Dorin, mise en scène Michel Roux, Théâtre Saint-Georges
- 2004 : Souvenirs fantômes d'Arnold Wesker, mise en scène Jacques Rosner, Théâtre 14 Jean-Marie Serreau
- 2004, 2005 : Le roi se meurt d'Eugène Ionesco, mise en scène Georges Werler, Théâtre Hébertot
- 2006 : Le roi se meurt d'Eugène Ionesco, mise en scène Georges Werler, Théâtre des Célestins
- 2006 : La Dernière Nuit pour Marie Stuart de Wolfgang Hildesheimer, adaptation et mise en scène Didier Long, Théâtre Marigny

## Distinctions
- 1999 : Nomination au Molière du comédien dans un second rôle pour Mademoiselle Else